# Katy Léna Ndiaye
Katy Léna Ndiaye, née en 1968, est une réalisatrice de documentaires sénégalaise et française. Elle est surtout connue pour ses documentaires sur les femmes muralistes en Afrique.

## Biographie
Katy Léna N'diaye est née au Sénégal en 1968, mais ses parents s'installent à Paris alors qu'elle est encore très jeune. Elle y étudie la littérature moderne et fait des études complémentaires en journalisme audiovisuel à l'Institut des hautes études des communications sociales à Bruxelles où elle obtient un master en Presse et information. Elle travaille comme journaliste pour TV5 Monde et la RTBF, présente et réalise le magazine Reflet Sud. Katy Léna N'diaye vit à Bruxelles ,,,.
Katy Léna N'diaye n'est pas satisfaite de la façon dont l'Afrique est représentée à la télévision. Elle se met à faire des longs métrages documentaires orientés vers l'Afrique, sans passer par le court métrage, pour corriger cette image.
Son premier film, le documentaire Traces (2003), montre trois grand-mères Kassena au Burkina Faso. Elles expliquent les peintures murales qui recouvrent les huttes d'argile rougeâtre à Anetina, une jeune femme célibataire. Traces aborde la question de la transmission, de l'éducation et de la mémoire,.
En attendant les hommes (2007) met lui aussi à l'honneur trois femmes, cette fois à Oualata, une ville oasis au bord du désert du Sahara dans le sud-est de la Mauritanie. Elles se racontent, avec une grande liberté de parole, tout en peignant les murs des maisons de la ville pour le retour de leurs hommes partis loin pour travailler. La caméra fixe capte l'expression des visages, la beauté du paysage et les détails des gestes. Le film casse certains stéréotypes sur la société africaine en général, et musulmane en particulier en donnant à écouter, sans commentaire, ces femmes fortes,,.
On a le temps pour nous (2019) suit le rappeur burkinabé Serge Bambara, dit Smockey, un des insurgés qui ont contribué à la chute du dictateur Blaise Compaoré en 2014,. Le film fait partie de la programmation du New York African Film Festival en 2021.
Les films On a le temps pour nous, Traces, empreintes de femmes et En attendant les hommes ont obtenu des prix dans de nombreux festivals et sont projetés partout dans le monde. Des institutions culturelles comme le MoMa à New York, le Musée des beaux-arts de Montréal, la Maison européenne de la photographie à Paris et la Maison des cultures du monde à Berlin ont également organisé des projections.
Katy Léna N'diaye fonde, en 2013, la société de production IndigoMood à Dakar dans le but de promouvoir les projets documentaires et les longs métrages du Sénégal et du continent africain.

## Filmographie
- Traces, empreintes de femmes, 2003, 55 minutes
- En attendant les hommes, 2007, 56 minutes
- On a le temps pour nous, 2019, 67 minutes
- L'argent, la liberté, une histoire du franc CFA, 2023, 101 minutes, production Neon Rouge, Indigo Mood, Tact Production

## Distinctions
- 2004 : Mentions spéciales/long-métrage aux Journées cinématographiques de Carthage pour Traces[10]
- 2008 : 
  - Prix du Meilleur film documentaire au Festival d’Accra au Ghana pour En attendant les hommes[11]
  - Prix du meilleur film documentaire au Festival International du film à Zanzibar pour En attendant les hommes[11]
- 2015 : Trophée Montaigne Bruxelles, Lauréate du Dargaa d’Or, catégorie Coup de cœur de la Rédaction[12]
- 2020 : Prix du meilleur film documentaire au Festival du film Africain de Louxor pour En attendant les hommes[13].
- 2023 : Mention spéciale du jury documentaires longs métrages au FESPACO 2023 pour L'argent, la liberté, une histoire du franc CFA.